# Oriovisto Guimarães
Oriovisto Guimarães (Batatais, 12 de agosto de 1945) é um economista, empresário dos ramos de tecnologia e educacional e político brasileiro, filiado ao Partido da Social Democracia Brasileira (PSDB). Atualmente, exerce o mandato de Senador da República.

## Vida pessoal e formação acadêmica
Nascido no interior do estado de São Paulo, no município de Batatais, na região de Ribeirão Preto, é o filho mais novo de oito irmãos. Seu pai, amigo de Luís Carlos Prestes, foi perseguido pelo governo de Getúlio Vargas tendo que se refugiar em um sítio no interior do Paraná.
Guimarães ainda criança mudou com sua família, para Bela Vista do Paraíso, no norte do Paraná, quando tinha apenas três anos de idade. Quando Oriovisto atingiu os 12 anos de idade, sua família mudou para Mandaguari e, dois anos depois, para Apucarana, também no norte do Paraná.
Ainda muito jovem, aos 17 anos, se estabeleceu em Curitiba. Inicialmente ganhava a vida dando aulas particulares de matemática e ao prestar vestibular para Ciências Econômicas e Engenharia Civil, na Universidade Federal do Paraná, foi aprovado em ambos os cursos.
Oriovisto integrou ao movimento estudantil brasileiro e foi membro da Polop (Organização Revolucionária Marxista Política Operária). Foi um dos presos no XXX Congresso da União Nacional dos Estudantes de Ibiúna (SP), em 1968, episódio em que mais tarde resultou na morte do estudante Alexandre Vannucchi Leme que também foi preso por agentes do DOI-CODI em 1973, no contexto de sua oposição à ditadura militar brasileira. Guimarães ao ser preso, foi fichado no DOPS (Departamento de Ordem Política e Social) como líder estudantil a ser monitorado. Foi selecionado pela AUI (Associação Universitária Interamericana) para frequentar a Universidade de Harvard, por dois meses. Entretanto, não pôde ir, já que teve seu passaporte negado pelo Regime Militar daquele período. Atualmente, considera-se um ex-marxista, tendo se identificado como marxista durante a sua juventude, devido à oposição que mantinha em relação ao governo da época.
Fui marxista na juventude, na época da ditadura no Brasil, em um contexto em que isso era cabível. Muitos empresários devem tê-lo sido no Brasil. Nessa fase do marxismo, lia muito O capital e foi muito útil, sim, porque me ajudou a compreender as estruturas da sociedade. A dialética é muito útil para meu negócio, para qualquer negócio. [...] Ler o livro de Friedrich Engels A origem da família, da propriedade privada e do Estado, nos dá um norte para compreender o mundo em que vivemos, de onde vieram as coisas. Gosto muito de Aristóteles, dos livros de história e filosofia em geral, estudei muito o Renascimento, a Revolução Francesa, o positivismo. Pensar, de verdade, a partir de uma base é muito útil para os negócios. Além disso, esse repertório permite um pensamento mais abrangente, extremamente útil.— Oriovisto Guimarães, durante entrevista à Revista HSM Management em 15 de março de 2018.

## Carreira profissional
Professor de matemática, Oriovisto Guimarães concluiu o curso de Economia e juntamente com mais sete colegas professores, fundaram o Curso Positivo, em 1972, investimento que deu origem ao Grupo Positivo. O curso fez história entre os pré-vestibulares de Curitiba e a metodologia desenvolvida se transformou no Sistema Positivo de Ensino, que se espalhou por todo o Brasil. Empreendimento este que se desdobrou em um conglomerado que atualmente possuiu gráfica, editora de materiais didáticos, colégios, universidade e fabricante de celulares e equipamentos de informática. Os atuais integrantes da sociedade são: Ruben Tadeu Coninck Formighieri, Cixares Libero Vargas, Hélio Bruck Rotenberg, Samuel Ferrari Lago, Paulo Fernando Ferrari Lago e Thais Susana Ferrari Lago.
Até 2012, Guimarães foi diretor-presidente do Grupo Positivo, desde a sua fundação, por um período de quarenta anos. Foi sucedido na presidência pelo engenheiro Hélio Bruck Rotenberg, um dos braços direitos de Guimarães e que presidia a então Positivo Informática (atual Positivo Tecnologia) e a vice-presidência foi ocupada por Cixares Libero Vargas. O filho de Oriovisto, Lucas Raduy Guimarães, também integra a direção do grupo. O ex-presidente do grupo doou sua participação do capital transferindo as ações aos filhos, sendo o mais velho Giem Raduy Guimarães, além de Lucas Raduy Guimarães e Sofia Guimarães Von Ridder.
Foi também o primeiro Reitor da Universidade Positivo (UP), cargo que ocupou por dez anos. Na reitoria foi substituído pelo vice-reitor, o professor José Pio Martins. Esteve à frente de importantes negócios do grupo, como a compra dos direitos de publicação dos dicionários Aurélio e a aquisição da biblioteca particular do economista Roberto Campos. Guimarães já foi também sócio de duas rádios e de um canal de televisão.
Ocupou também o cargo de conselheiro de Educação do Paraná durante três gestões. Foi ainda representante no Paraná do Programa das Escolas Associadas à UNESCO – Organização das Nações Unidas para a Educação, a Ciência e a Cultura, durante o período de 2001 a 2004.
Em 8 de maio de 2006, no Teatro Positivo, foi empossado na Academia Paranaense de Letras, ocupando a cadeira de número 6, preenchendo a vaga de Harley Clóvis Stocchero. A cadeira número 6 tem como patrono o senador Manuel Francisco Correia.

## Carreira política

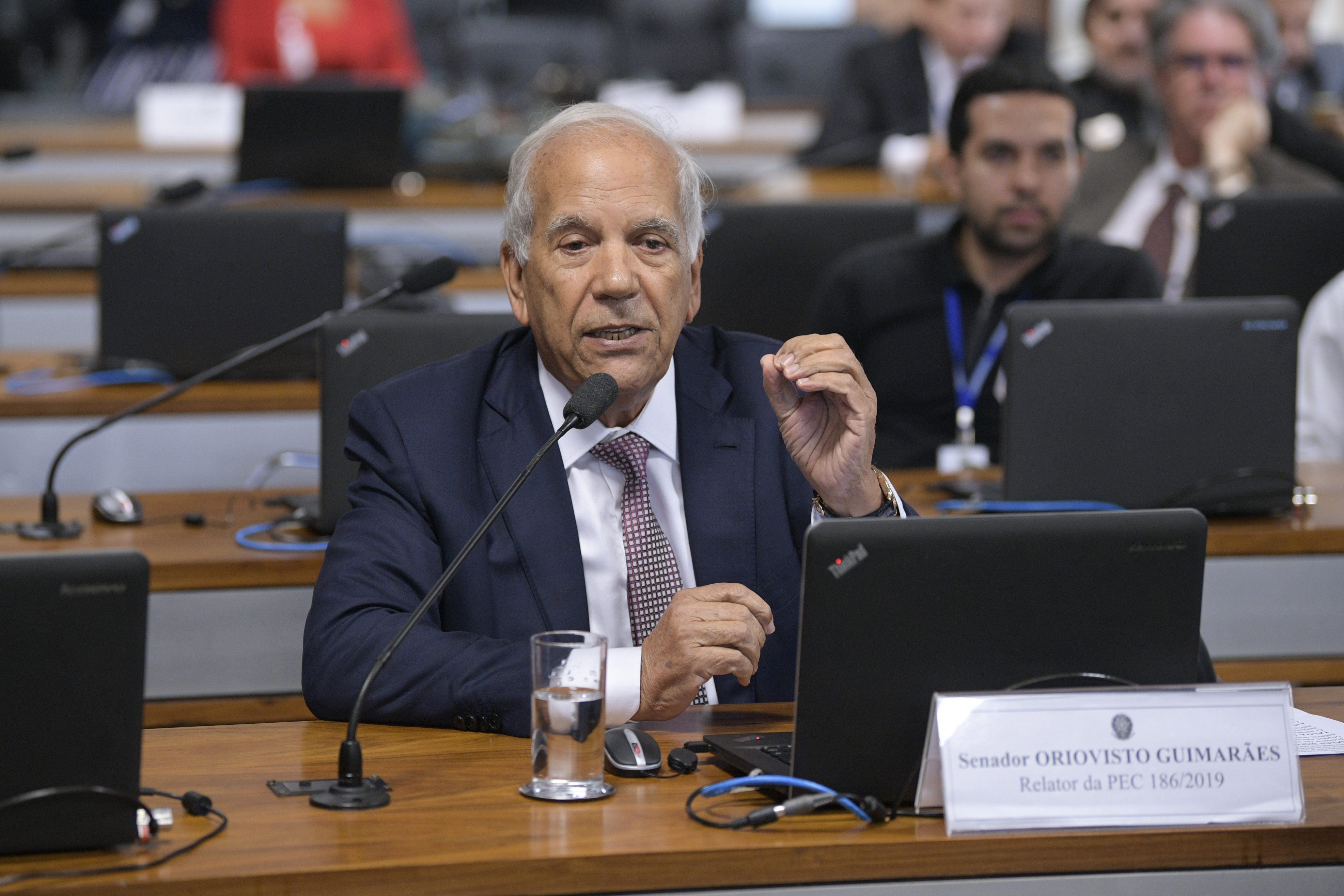
Oriovisto Guimarães na Comissão de Constituição, Justiça e Cidadania do Senado Federal (CCJ).

Foi filiado ao PSDB por mais de dez anos, nunca havia disputado uma eleição até o ano de 2018 ou ocupado cargo público anteriormente. Declarado amigo pessoal do senador Álvaro Dias, filiou-se ao mesmo partido (PODE), apoiando-o na campanha presidencial em 2018 e inclusive realizando doação para ajudar financeiramente à campanha do presidenciável.
Durante as eleições de 2018, realizadas em 7 de outubro, foi o candidato mais votado para o Senado Federal pelo Paraná, sendo eleito senador, juntamente com o colega professor e acadêmico da Academia Paranaense de Letras, Flávio Arns (REDE), que foi o segundo candidato mais votado. Seu primeiro suplente é Paulo Salamuni (PV) e o segundo suplente é Plinio Destro (PSC). O candidato Roberto Requião, ex-governador e ex-senador, que disputou a reeleição, ficou em terceiro lugar, com 14,82% dos votos válidos.
Durante a campanha ao Senado, recebeu o apoio do governador eleito Ratinho Júnior (PSD) e Oriovisto também acabou por apoiar a candidatura do ex-deputado e ex-secretário de Beto Richa.
Foi o senador eleito mais rico do Brasil em 2018, com a maior declaração de patrimônio ao Tribunal Superior Eleitoral. Antes de disputar as eleições, declarou possuir aproximadamente 240 milhões de reais em bens. Ele ficou a frente do senador Eduardo Girão (PROS) do Ceará, que ficou em segundo lugar na lista, com 36.4 milhões de reais declarados.

## Posições
Em 2018 se posicionou favoravelmente a uma possível reforma política, com algumas limitações no âmbito eleitoral, onde afirmou defender o fim do empreendedorismo político e o fim da reeleição para o mesmo cargo disputado. É crítico da atual carga tributária no Brasil, defendendo uma simplificação dos tributos, como por exemplo a existência de apenas um imposto federal, um estadual e um municipal. É crítico também de privilégios de políticos brasileiros, sobretudo do atual modelo diferenciado de aposentadorias na esfera pública, principalmente para políticos e desembargadores, considerando a necessidade de uma reforma da previdência que estabeleça medidas iguais a da iniciativa privada.
Em junho de 2019, votou contra o Decreto das Armas do governo, que flexibilizava porte e posse para o cidadão.

## Obras publicadas
- GUIMARÃES, Oriovisto. Você é o Dono da Escola. Curitiba: Positivo, 1990.[1]
- GUIMARÃES, Oriovisto. Reflexões: olhos e ouvidos de minha alma. Curitiba: Positivo, 2018.[22]